# 17070 Yanniksingh
A 17070 Yanniksingh (ideiglenes jelöléssel (17070) 1999 GG20) a Naprendszer kisbolygóövében található aszteroida. A LINEAR projekt keretében fedezték fel 1999. április 15-én.